# Nitrilspecificerende protein
Nitrilspecificerende protein (engelsk: nitrile-specifier protein) er et protein, som findes i kålsommerfuglelarvers tarme. Proteinet griber ind i kål- og sennepsplanters kemiske forsvar, så sennepsolieglucosider (glucosinolater) ikke omdannes til sennepsolier, men i stedet til forholdsvis harmløse stoffer (såkaldte nitriler). Proteinet blev opdaget af Ute Wittstock i 2004. Det kendes bl.a. fra larver af stor kålsommerfugl, lille kålsommerfugl, grønåret kålsommerfugl og aurora-sommerfuglen. Det menes at udviklingen af dette protein en gang i kridttiden var afgørende for evolutionen af denne gruppe sommerfugle.